# Direcció general per a Amèrica del Nord, Àsia i Pacífic
La Direcció general per a Amèrica del Nord, Àsia i Pacífic va ser un òrgan de gestió de la Secretaria d'Estat d'Afers Exteriors del Ministeri d'Afers Exteriors, Unió Europea i Cooperació d'Espanya. Va ser dissolta en 2018.

## Funcions
Les funcions de la Direcció general es regulaven en l'article 5 del Reial decret 768/2017:
- La proposta i execució de la política exterior d'Espanya a Amèrica del Nord, Àsia i el Pacífic.
- L'impuls de les relacions bilaterals amb els països que engloba.
- El seguiment de les iniciatives i fòrums multilaterals de l'àrea geogràfica de la seva competència.
- L'impuls a les Fundacions Consell Espanya-Estats Units; Espanya-Xina; Espanya-Japó, Espanya-índia i Espanya-Austràlia.

## Estructura
De la Direcció general depenien els següents òrgans:
- Subdirecció General d'Amèrica del Nord.
- Subdirecció General d'Àsia Meridional i Oriental.
- Subdirecció General de Pacífic, Sud-est Asiàtic i Filipines.

## Directors generals
- Fidel Sendagorta Gómez del Campillo (2015-2018)[3]
- Ernesto de Zulueta Habsburgo-Lorena (2012-2015)
- Francisco Elías de Tejada Lozano (2011-2012)
- Luis Felipe Fernández de la Peña (2008-2011)
- José María Pons Irazazábal (2004-2008)
- Gerardo Ángel Bugallo Ottone (2002-2004)
- Miguel Aguirre de Cárcer y García del Arenal (2000-2002)
- Manuel de la Cámara Hermoso (1998-2000)
- Leopoldo Stampa Piñeiro (1994-1996)
- José Rodríguez-Spiteri Palazuelo (1990-1994)
- Eudaldo Mirapeix y Martínez (1985-1990)
- Máximo Cajal López (1985)
- José Manuel Allendesalazar Valdés (1982-1985)
- Jorge del Pino y Moreno (1979-1982)
- Juan Durán-Loriga y Rodrigáñez (1976-1979)